# San Miguel Tianguizolco
San Miguel Tianguizolco är en ort i Mexiko.   Den ligger i kommunen Huejotzingo och delstaten Puebla, i den sydöstra delen av landet, 80 km öster om huvudstaden Mexico City. San Miguel Tianguizolco ligger 2 358 meter över havet och antalet invånare är 2 364.
Terrängen runt San Miguel Tianguizolco är platt åt nordost, men åt sydväst är den kuperad. Terrängen runt San Miguel Tianguizolco sluttar österut. Runt San Miguel Tianguizolco är det ganska tätbefolkat, med 108 invånare per kvadratkilometer. Närmaste större samhälle är Cholula, 17,8 km sydost om San Miguel Tianguizolco. Omgivningarna runt San Miguel Tianguizolco är en mosaik av jordbruksmark och naturlig växtlighet.